# Гомосексуальность и Методизм
Взгляды методистов на гомосексуальность отличаются, так как нет деноминации которая представляла бы всех методистов. Всемирный Методистский Совет, который представляет большинство методистских деноминации, не имеет официальных заявлении на счет сексуальности. Британские методисты придерживаются различных взглядов, и разрешают служителям благословлять однополые браки. Объединённые методисты, охватывающие США, Филиппины, часть Африки и часть Европы, распространяют служение на лиц гомосексуальной ориентации, считая, что все люди имеют священное достоинство.

### Африканская Методистская Епископальная Церковь
Африканская Методистская Епископальная Церковь (АМЕц) не поддерживает, но и не запрещает рукоположение лиц из числа открытых LGBTQ священнослужителей. В настоящее время, однако, нет официального запрета на рукоположение, и АМЕц «не запрещает представителям LGBTQ служить пасторами или иным образом руководить деноминацией». Поскольку, у церкви нет официальной политики в отношении рукоположения, некоторые открыто гомосексуальные священнослужители были рукоположены в AMEц. Генеральная Конференция проголосовала за создание комитета для изучения и предоставления рекомендаций по изменениям в учениях церкви и пастырской заботе об членах LGBTQ.

### Аргентинская Евангелическо-Методистская Церковь
Церковь, также называемая Евангелическо-Методистской Церковью в Аргентине, позволяет каждой общине высказывать свою собственную позицию. Церковь заявила, что они «предоставили, на национальном уровне, свободу, чтобы каждая община сопровождала…эти пары. Мы допускаем свободу действий, чтобы благословлять их».

### Церковь Южной Индии
Церковь Южной Индии (ЦЮИ) — объединённая церковь, представляющая англикан, методистов и пресвитериан. ЦЮИ — «относительно либеральная протестантская церковь, которая с 1984 года разрешает женщинам становиться пасторами», «ЦЮИ либеральна в этих вопросах. Где поднимаются вопросы гендера, далитов и безземельных. Она также должно касаться проблем сексуальных меньшинств». В 2009 году, преподобный Кристофер Раджкумар, выступая от имени ЦЮИ, поддержал гражданские права геев. В 2015 году, в соборе Святого Марка в Бангалоре состоялось мероприятие, посвященное борьбе с гомофобией, на котором преподобный Винсент Раджкумар подтвердил свою поддержку прав ЛГБТ. Би-би-си включила ЦЮИ в список церквей, открытых для благословения однополых пар.

### Итальянская Методистская Церковь
Союз Методистской и Вальденсианской церквей, частью которого является Итальянская Методистская Церковь, проголосовал в 2010 году за благословение однополых отношений. Церковные лидеры поддерживающие ЛГБТ, заявили, что «ссылки на гомосексуальность в Библии необходимо понимать с учётом проблем культуры и интерпретации, чтобы избежать опасности библейского фундаментализма».

### Методистская Церковь Великобритании
На ежегодной Методистской Конференции 1993 года в Дерби, после долгих дебатов на всех уровнях церковной жизни на основе подробного отчета, Британская Методистская Церковь рассмотрела вопросы человеческой сексуальности. Конференция в Дерби 1993 года приняла ряд резолюций, которые остаются в силе до сих пор. Которые заключаются в следующем:
1. Конференция, подтверждая радость человеческой сексуальности как Божий дар и место каждого человека в Божьей благодати, признает ответственность, которая вытекает из этого для всех нас. Поэтому он приветствует серьёзное, исполненное молитвы и иногда дорогостоящее рассмотрение этого вопроса Методистской церковью.
2. Все сексуальные практики, которые являются беспорядочными, эксплуататорскими или унизительными в любом случае, являются неприемлемыми формами поведения и противоречат Божьему замыслу для всех нас.
3. Человек не может быть отстранен от посещения церкви на основании сексуальной ориентации сам по себе.
4. Конференция подтверждает традиционное учение Церкви о человеческой сексуальности, а именно целомудрие для всех вне брака и верность внутри него. Конференция предписывает, чтобы это утверждение было доведено до сведения всех кандидатов на служение, должность и членство, и, установив это, подтвердите, что существующие процедуры нашей церкви адекватны для рассмотрения всех подобных случаев.
5. Конференция постановляет, что её решение в ходе этих прений не должно использоваться для формирования основы дисциплинарного обвинения против какого-либо лица в связи с поведением, предположительно имевшим место до принятия таких решений.
6. Конференция признает, подтверждает и празднует участие и служение лесбиянок и геев в церкви. Конференция призывает методистов начать паломничество веры, чтобы бороться с репрессиями и дискриминацией, работать во имя справедливости и прав человека и наделять людей достоинством и ценностью, независимо от их сексуальной ориентации.

В 2005 году церковь проголосовала за «предложение перспективы служб благословения для однополых пар», в 2006 за «неофициальные, частные молитвы для пар». В 2013 году, деноминация инициировала консультацию по благословению однополых пар, а в 2014 году, после легализации однополых браков, Методистская Церковь решила приняла решение в пользу разрешения священнослужителям поздравлять однополые пары вступающие в гражданский брак.. Также в 2014 году «Конференция постановила, что её предыдущее решение о том, что само по себе нет причин препятствовать кому-либо в Церкви, рукоположенному или мирянину, вступать в гражданское партнерство или оставаться в нём, также должно распространяться на тех, кто вступает в законно заключенные однополые браки».
Деноминация официально заявила, что методисты могут вступать в однополые браки и что "могут произноситься благодарственные или праздничные молитвы, а также могут проводиться неофициальные службы благодарения или празднования.
В 3 июле 2019 года, Британская Методистская Конференция проголосовала 247 голосами против 48 за разрешение однополых браков в британских методистских церквях. А30 июня 2021 года, Конференция проголосовала за подтверждение резолюции Конференции 2019 года, и согласилась на заключение однополых браков в методистских помещениях и методистскими служителями и другими уполномоченными должностными лицами.

### Методистские церкви США, Австралии, Канады и Новой Зеландии
Объединённая Церковь в Австралии разрешила пресвитерам рукополагать открытых геев и лесбиянок в священники, если они того пожелают, и церкви могут, также, благословлять и те однополые пары, которые вступают в гражданское партнерство. Объединённая Церковь в Австралии, 13 июля 2018 года проголосовала на национальной ассамблее за утверждение создания официальных обрядов бракосочетания для однополых пар.
Объединённая Церковь Канады, член Всемирного Методистского Совета, является объединённой церковью, возникшей в результате слияния нескольких деноминаций, включая методистов. Деноминация поддерживает включение ЛГБТ. Церковь рукополагает открытых геев и лесбиянок, а в 2012 году избрала своего первого открытого гея модератором для руководства всей деноминацией. Начиная с 2003 года, Объединённая Церковь Канады поддерживает однополые браки.
Методистская Церковь Новой Зеландии с 2004 года одобряет рукоположение открытых геев и лесбиянок в священники. А в 2013 году, когда однополые браки были легализованы в Новой Зеландии, конгрегации смогли заключать и однополые браки.
В 1972 году, Объединённая методистская церковь США добавила в свою Книгу Дисциплины Объединённой Методистской Церкви формулировку о том, что «гомосексуальные люди не менее, чем гетеросексуальные, являются личностями священного достоинства». В 2015 году, генеральное агентство Объединённой Методистской Церкви, предложило локализованный вариант формулировки, который позволил бы духовенству проводить однополые свадьбы и службы рукоположения открыто гомосексуального духовенства. Объединённая Методистская Церковь вступила в полное общение с Евангелическо-лютеранской церковью Америки. Последняя деноминация, имеющая от 3,3 миллионов верующих, позволяет лицам, состоящим в гомосексуальных отношениях, служить в качестве служителей. Тем не менее, Объединенная Методистская Церковь придерживается более сомнительной политики в отношении рукоположения трансгендерных пасторов, и в 2008 году, Судебный Совет Объединенной Методистской Церкви США постановил, что каждая Региональная Конференция может определять свою собственную политику; в результате, некоторые Конференции рукоположили трансгендерных пасторов.
В 2016 году, после Генеральной Конференции, несколько Ежегодных Конференций проголосовали за недискриминационные положения, которые, фактически разрешали ЛГБТQ духовенство. Ежегодные Kонференции Балтимор-Вашингтон, Калифорния-Невада, Калифорния-Пасифик, Дезерт-Юго-Запад, Новая Англия, Нью-Йорк, Северный Иллинойс и Орегон-Айдахо проголосовали за полное включение членов ЛГБТ и духовенства ЛГБТ. Кроме того, Ежегодная Конференция Вирджинии проголосовала за петицию Объединенной Методистской Церкви (ОМЦ) разрешить ЛГБТK-священство и однополые браки. Ежегодная конференция в Роки-Маунтин проголосовала за то, чтобы не учитывать сексуальную ориентацию при выборах в епископат. В 2015 году, конференции Великих Равнин и Большого Нью-Джерси проголосовали за петицию ОМЦ разрешить однополые браки. В 2014 году, Министерство по социальным вопросам и этике Центральной Конференции в Германии поддержало инициативу предложить шаги по полной интеграции ЛГБТ-людей. 

### Методистская Церковь Перу
Методистская церковь Перу, автономно аффилированная с Объединенной Методистской Церковью США, согласилась обсуждать вопрос гомосексуальности и благословлять однополые союзы. В целом, эта деноминация считается прогрессивной церковью в Перу.